# Bécaud Olympia
Albums de Gilbert Bécaud
Fais-moi signe Aran Opéra
(1991)
Bécaud Olympia est le CD marquant le quatorzième rendez-vous de Gilbert Bécaud avec le public
de la salle de l'Olympia, produit par Gaya Bécaud.

## Autour de l'album
Référence originale :  Ariola / BMG 210239 

## Titres
1. Je partirai (Louis Amade/Gilbert Bécaud) [3 min 59 s]
2. Et maintenant (Pierre Delanoë/Gilbert Bécaud) [3 min 07 s]
3. Il y a des moments si merveilleux (Louis Amade/Gilbert Bécaud) [3 min 03 s]
4. Charlie, t'iras pas au paradis (Pierre Delanoë/Gilbert Bécaud) [5 min 21 s]
5. Les Tantes Jeanne (Maurice Vidalin/Gilbert Bécaud) [2 min 42 s]
6. L'aventure (Maurice Vidalin/Gilbert Bécaud) [3 min 38 s]
7. Le Petit Oiseau de toutes les couleurs (Maurice Vidalin/Gilbert Bécaud) [4 min 40 s]
8. C'est en septembre (Neil Diamond, Maurice Vidalin/Gilbert Bécaud) [3 min 58 s]
9. Je t'appartiens (Pierre Delanoë/Gilbert Bécaud) [3 min 38 s]
10. Rosy and John (Maurice Vidalin/Gilbert Bécaud) [5 min 02 s]
11. La solitude, ça n'existe pas (Pierre Delanoë/Gilbert Bécaud) [4 min 45 s]
12. L'Indifférence (Maurice Vidalin/Gilbert Bécaud) [4 min 27 s]
13. Je reviens te chercher (Pierre Delanoë/Gilbert Bécaud) [3 min 21 s]
14. L'Indien (Maurice Vidalin/Gilbert Bécaud) [6 min 42 s]
15. L'important c'est la rose (Louis Amade/Gilbert Bécaud) [4 min 24 s]
16. Nathalie (Pierre Delanoë/Gilbert Bécaud) [4 min 30 s]
17. Quand il est mort le poète (Louis Amade/Gilbert Bécaud) [6 min 13 s]